# Ivana Dežić
Ivana Dežić (n. 27 iulie 1994, în Varaždin) este o handbalistă din Croația care evoluează pe postul de intermediar dreapta pentru clubul românesc CS Dacia Mioveni 2012 și echipa națională a Croației.
Alături de SPR Pogoń Szczecin, Dežić a disputat finala Cupei Challenge în 2020, pierdută în fața echipei spaniole Rocasa Gran Canaria.

## Palmares
- Liga Campionilor:
  - Grupe: 2016
  - Calificări: 2017, 2018

- Cupa Cupelor:
  - Optimi de finală: 2016

- Liga Europeană:
  - Grupe: 2023

- Cupa EHF:
  - Turul 3: 2017, 2018

- Cupa Challenge:
  -  Finalistă: 2020

- Campionatul Croației:
  -  Câștigătoare: 2016, 2017, 2018, 2022

- Cupa Croației:
  -  Câștigătoare: 2016, 2017
  -  Finalistă: 2018
  - Semifinalistă: 2022

- Cupa Poloniei:
  -  Finalistă: 2019

- Cupa Franței:
  - Semifinalistă: 2023